# Madison Rigdon
Madison Chase Rigdon, coniugata Villines (Pflugerville, 3 dicembre 1995), è una pallavolista statunitense, di ruolo schiacciatrice.

## Carriera

### Club
La carriera di Madison Rigdon inizia a livello giovanile, giocando per l'Austin Juniors, parallelamente giocando per la Pflugerville HS, nei tornei scolastici texani. Dopo il diploma prende parte ai tornei universitari di NCAA Division I, facendo parte del programma della Kansas dal 2014 al 2017, raggiungendo le semifinale nazionali durante il suo sophomore year.
Nella stagione 2019-20 firma il suo primo contratto professionistico in Italia, ingaggiata in Serie A1 dal Cuneo Granda, mentre nella stagione seguente emigra nella Sultanlar Ligi turca, dove difende inizialmente i colori del Sarıyer, trasferendosi nel febbraio 2021 all'Eczacıbaşı, per concludere l'annata. Torna il campo nel 2022, prendendo parte alla seconda edizione dell'Athletes Unlimited: conclusi gli impegni in patria, partecipa alla LVSF con le Changas de Naranjito, senza tuttavia concludere l'annata, a causa di un infortunio.